# Лёпер, Фридрих-Вильгельм фон
Фридрих-Вильгельм фон Лепёр (нем. Friedrich-Wilhelm von Loeper; 3 августа 1888 — 7 октября 1983) — германский военачальник, генерал-лейтенант (1940), участник Первой и Второй мировых войн. Кавалер Рыцарского креста Железного креста (1941). 

## Биография
Поступил на службу в прусскую армию общегерманских войск в 1906 году в звании лейтенанта. С этим полком отправился на фронт Первой мировой войны, 8 ноября 1914 года получил звание обер-лейтенанта, 18 декабря 1915 года — капитана. 
После поражения — в рейхсвере, с 1921 года служил в штабе 13-го (Прусского) кавалерийского полка. 1 декабря 1922 года назначен начальником 1-го эскадрона 13-го кавполка, в 1927/28 году — 3-го эскадрона 13-го кавполка. С 1 февраля 1929 года — майор. 1 октября 1931 года переведен в штаб 15-го (Прусского) кавалерийского полка, 1 апреля 1933 года получил звание подполковника. 1 июня 1933 года назначен командиром Зеннелагерского военного полигона. 1 апреля 1935 года получил звание полковника. 15 октября 1935 года назначен командиром 64-го пехотного полка. 1 октября 1937 года назначен командиром 4-м кавалерийского полка. 1 августа 1938 года получил звание генерал-майора. 
24 ноября 1938 года назначен командиром 1-й лёгкой дивизии, участвовал с ней в Польской кампании. Осенью 1939 года назначен командиром 81-й пехотной дивизии, с которой участвовал во Французской кампании. 1 сентября 1940 года получил звание генерал-лейтенанта. 
В октябре 1940 года назначен командиром 10-й пехотной дивизии, переформированной в моторизованную. Командовал ею в войне против СССР, в составе 24-го мотокорпуса 2-й танковой группы Г. Гудериана участвовал в Белостокско-Минском и Смоленском сражениях, затем в разгроме советского Юго-Западного фронта под Киевом, 29 сентября 1941 года он был награжден Рыцарским крестом Железного креста. Далее участвовал в битве за Москву, 15 апреля 1942 года он подал в отставку и переведен в резерв фюрера. 
1 мая 1942 года возглавил 178-ю дивизию, позже переформированную в 178-ю танковую дивизию. 1 октября 1944 года оставил командование и вновь переведен в резерв. 
В октябре 1944 года назначен командиром Татранской танковой дивизии. 1 января 1945 года оставил командование и вновь переведен в резерв фюрера. В январе 1945 года назначен командиром дивизионной группы, из которой в феврале был развёрнут LVII танковый корпус. В конце февраля 1945 года окончательно уволен из армии. 
Летом 1945 года взят в плен союзниками, освобождён летом 1947 года.